# Aleiodes granulatus
Aleiodes granulatus är en stekelart som först beskrevs av Degant 1930.  Aleiodes granulatus ingår i släktet Aleiodes och familjen bracksteklar. Inga underarter finns listade i Catalogue of Life.